# Olympique de Médéa
El Olympique de Médéa (en árabe: أولمبي المدية‎) es un equipo de fútbol de Argelia que juega en la Algerian Ligue Professionnelle 1, la primera división de fútbol en el país.

## Historia
Fue fundado en el año 1945 en la ciudad de Médéa y en 1995 consiguieron su mayor logro al jugar la final de la Copa de Argelia de ese año ante el CR Belouizdad, la cual perdieron con marcador de 1-2.
Posteriormente el equipo participó en dos ocasiones consecutivas de la desaparecida Recopa Árabe, llegando a las semifinales de la edición de 1995 en donde fue eliminado por el OC Khouribga de Marruecos.
En el año 2010 se convirtió en uno de los equipos fundadores de la Algerian Ligue Professionnelle 2 hasta que lograron el ascenso a la Primera División de Argelia.